# Instituto de Ciencias e Innovación en Medicina
El Instituto de Ciencias e Innovación en Medicina, abreviado "ICIM", es un instituto que se enfoca en la ciencia traslacional. Se encuentra ubicado en Santiago, pertenece a la Facultad de Medicina de la Clínica Alemana - Universidad del Desarrollo, y posee siete centros, cinco programas y un observatorio. Uno de sus programas de investigación más relevante, es el que se refiere a los estudios sobre el Hantavirus en Chile. El Instituto dispone además, de un Servicio de Análisis Bioinformático (SABio) basado en un clúster computacional HPC denominado «Sofía», y recibe el apoyo del Programa MECESUP 3, FONDEQUIP y de los Planes de Mejoramiento Institucional (PMI) del Ministerio de Educación de Chile.

## Centros
- Centro de Bioética: Promueve la reflexión y discusión sobre las problemáticas éticas en ámbitos clínicos, biomédicos y sociales. Desde el 20 de septiembre de 2017 el centro ha sido designado como centro colaborador de la Organización Mundial de la Salud / Organización Panamericana de Salud.[5][6]
- Centro de Epidemiología y Políticas de Salud: Estudia problemas de salud pública nacional y mundial, contribuyendo en la discusión, desarrollo y evaluación de políticas de salud.[cita requerida]
- Centro de Medicina Regenerativa: Desarrolla y evalúa diversos usos que se le puede dar a la medicina regenerativa, para ofrecer soluciones biomédicas en el tratamiento de enfermedades.[cita requerida] Se incorporan también técnicas avanzadas en terapia celular y regeneración del tejido (IPS).[cita requerida]
- Centro de Genética y Genómica: Desarrolla herramientas de diagnóstico temprano, así como terapias específicas para afecciones como la deleción del cromosoma 22, la fibrosis quística y algunos tipos de cáncer, entre otros.[cita requerida]
- Centro de Fisiología Celular e Integrativa: Estudia las funciones básicas de los organismos vivos y de las conexiones intercelulares, humorales y neurales entre las distintas células de un mismo tejido, como también entre distintos órganos y sistemas con el fin de encontrar alteraciones producidas por enfermedades.[cita requerida]
- Centro de Química Médica:Estudia moléculas con valor terapéutico, utilizando «procesos limpios» y sustentables en química y farmacología.[cita requerida]
- Centro de Informática Biomédica: Desarrolla soluciones que buscan maximizar el uso de las tecnologías de la información en la medicina, para con ello mejorar la calidad, seguridad y eficiencia del cuidado de la salud. Se enfoca en la interoperabilidad, las fichas clínicas, la seguridad informática en el contexto de la salud, y la captura y uso óptimo de la información en la telemedicina.[7]

## Programas
- Programa Inmunología Traslacional: Realiza diagnósticos y desarrolla estrategias de detección a nivel poblacional, un trabajo traslacional que une la labor de expertos clínicos, con científicos altamente capacitados.[cita requerida]
- Programa Genómica Microbiana: Estudia bacterias relevantes para la salud, y su capacidad para desarrollar resistencia y tolerancia a los antibióticos.[cita requerida]
- Programa Enfermedades poco frecuentes: Busca mejorar el diagnóstico, contribuyendo a la caracterización de las enfermedades raras y sus causas genéticas, y a desarrollar nuevos tratamientos.[cita requerida]
- Programa de estudios sociales en salud: Genera evidencia y produce soluciones concretas sobre procesos sociales que impactan en la salud poblacional. Es una plataforma de ciencia social en salud, con capacidades avanzadas de investigación, educación e innovación. Diseña, implementa y evalúa soluciones innovadoras en salud para comunidades, sistemas de salud, tomadores de decisiones y la sociedad en su conjunto.[cita requerida]
- Programa Hantavirus: Investiga aspectos ecológicos, epidemológicos, clínicos y terapéuticos para combatir el Hantavirus y para capacitar y educar acerca de la enfermedad.[cita requerida]

## Observatorios
- Observatorio de Bioética y Derecho: Busca identificar y resolver los problemas sociales y legales que se asocian al desarrollo y adopción de avances científicos y tecnológicos en el campo de la biomedicina.[cita requerida] Además, lidera equipos de trabajo con diversos expertos y organizaciones para discutir y generar propuestas que mejoren la legislación y llenen los vacíos regulatorios existentes.[cita requerida]